# Deutsche Fechtmeisterschaften 2021
Die Deutschen Fechtmeisterschaften 2021 waren ursprünglich noch für Sommer 2021 für alle Disziplinen geplant, mussten aber wegen der COVID-19-Pandemie in Deutschland zunächst abgesagt werden. Als Ersatz wurde die Serie B der German Masters ausgetragen. Ende November 2021 fanden zusätzlich doch noch die regulären Meisterschaften der Disziplinen Herren- und Damenflorett in Tauberbischofsheim statt.

## Florett

### Damenflorett
| Platz | Sportler           | Verein                 |
| ----- | ------------------ | ---------------------- |
| 1     | Anne Sauer         | Future Fencing Werbach |
| 2     | Leonie Ebert       | Future Fencing Werbach |
| 3     | Aliya Dhuique-Hein | FC Tauberbischofsheim  |
| 3     | Leandra Behr       | FC Tauberbischofsheim  |

Weitere Platzierungen: 5. Zsofia Posgay  (PSV Stuttgart), 6. Anne Kirsch (FC Tauberbischofsheim), 7. Celia Hohenadel (TSG Weinheim), 8. Laura Ziegon (KTF Luitpold München)

### Damenflorett (Mannschaft)
| Platz | Verein                 | Sportler                                                     |
| ----- | ---------------------- | ------------------------------------------------------------ |
| 1     | Future Fencing Werbach | Anne Sauer Leonie Ebert Pia van gen Hassend Rita König       |
| 2     | PSV Stuttgart          | Zsofia Posgay Mandy Merkert Greta Vogel Aline Rustler        |
| 3     | FC Tauberbischofsheim  | Anne Kirsch Leandra Behr Aliya Dhuique-Hein Pia Ueltgesforth |

Weitere Platzierungen: 4. KTF Luitpold München (Laura Ziegon, Paulina Zibert, Anna Sophie Kothieringer)

### Herrenflorett
| Platz | Sportler                | Verein               |
| ----- | ----------------------- | -------------------- |
| 1     | Marius Braun            | KTF Luitpold München |
| 2     | Peter Joppich           | CTG Koblenz          |
| 3     | Nils Alexander Fabinger | FC Moers             |
| 3     | Alexander Kahl          | TG Hanau             |

Weitere Platzierungen: 5. Felix Klein (FC Tauberbischofsheim), 6. Laurenz Rieger (TSG Weinheim), 7. Paul Luca Faul (FC Tauberbischofsheim), 8. Moritz Frohwein (TG Dörnigheim)

### Herrenflorett (Mannschaft)
| Platz | Verein                | Sportler                                                                  |
| ----- | --------------------- | ------------------------------------------------------------------------- |
| 1     | FC Tauberbischofsheim | Paul Luca Faul Felix Klein Luis Klein Ciaran Veitenheimer                 |
| 2     | FC Moers              | Niklas Stieren Nick-Malte Lenschow Simon Polotzek Nils Alexander Fabinger |
| 3     | CTG Koblenz           | Timi Schwanninger Mark Perelmann Rosario Vella Peter Joppich              |

Weitere Platzierungen: 4. MTV München (Florian Stadlbauer, Justus Olbrich, Oliver Droege, Jan Fritsche)